# رمضانیان
رمضانیان، همچنین شناخته شده با نام دودمان رمضانی، امیرنشین رمضان، بیگ‌نشین آدنا، و شاهزاده‌نشین رمضانی (ترکی مدرن:Ramazanoğulları، Ramazan و Ramazanoğulları Beyliği) یکی از بیگ‌نشین‌های آناتولیایی بود. پایتخت این بیگ‌نشین، شهر آدنا بود.

## فرمانروایان
دودمان رمضانی به‌مدت ۲۵۶ سال حکم راندند، در این دوران ۱۸ پادشاه بر تخت نشستند:
| نام فرمانروا           | دوران (میلادی) | دوران (میلادی) | خویشاوندی                          |
| نام فرمانروا           | از             | تا             | خویشاوندی                          |
| ---------------------- | -------------- | -------------- | ---------------------------------- |
| رمضان بیگ              | ۱۳۵۲           | ۱۳۷۸           | مؤسس دودمان (پسر یورغیر اوغوز خان) |
| ابراهیم بیگ            | ۱۳۷۸           | ۱۳۸۳           | پسر رمضان بیگ                      |
| شهاب‌الدین احمد بیگ     | ۱۳۸۳           | ۱۴۱۶           | پسر رمضان بیگ                      |
| ابراهیم دوم بیگ        | ۱۴۱۶           | ۱۴۱۸           | پسر شهاب‌الدین احمد بیگ             |
| عزالدین حمزه بیگ       | ۱۴۱۸           | ۱۴۲۶           | پسر شهاب‌الدین احمد بیگ             |
| محمد بیگ               | ۱۴۲۶           | ۱۴۳۵           | پسر شهاب‌الدین احمد بیگ             |
| علق بیگ                | ۱۴۳۵           | ۱۴۳۹           | پسر محمد بیگ                       |
| دندار بیگ              | ۱۴۳۹           | ۱۴۷۰           | پسر علق بیگ                        |
| عمر بیگ                | ۱۴۷۰           | ۱۴۸۵           | نوه محمد بیگ (پسر ابراهیم)         |
| غیاث‌الدین حلیل بیگ     | ۱۴۸۵           | ۱۵۱۰           | نتیجه محمد بیگ (پسر داوود)         |
| محمود بیگ (نخستین بار) | ۱۵۱۰           | ۱۵۱۴           | نتیجه محمد بیگ (پسر داوود)         |
| سلیم بیگ               | ۱۵۱۴           | ۱۵۱۶           | پسر عمر بیگ                        |
| محمود بیگ (دومین بار)  | ۱۵۱۶           | ۱۵۱۷           | نتیجه محمد بیگ (پسر داوود)         |
| قباد پاشا              | ۱۵۱۷           | ۱۵۲۰           | پسر غیاث‌الدین حلیل بیگ             |
| پیری محمد پاشا         | ۱۵۲۰           | ۱۵۶۸           | پسر غیاث‌الدین حلیل بیگ             |
| درویش بیگ              | ۱۵۶۸           | ۱۵۶۹           | پسر پیری محمد پاشا                 |
| ابراهیم سوم بیگ        | ۱۵۶۹           | ۱۵۸۹           | پسر پیری محمد پاشا                 |
| محمد دوم بیگ           | ۱۵۸۹           | ۱۵۹۴           | پسر ابراهیم سوم بیگ                |
| پیر منصور بیگ          | ۱۵۹۴           | ۱۶۰۸           | پسر محمد دوم بیگ                   |